# Antocha phoenicia
Antocha phoenicia là một loài ruồi trong họ Limoniidae. Chúng phân bố ở miền Cổ bắc.